# Tapolca
Tapolca – miasto w zachodnich Węgrzech, w komitacie Veszprém, na północ od jeziora Balaton, w Lesie Bakońskim. Ma powierzchnię 63,49 km², 15 831 mieszkańców i gęstość zaludnienia wynoszącą 249,3 os./1 km² (dane ze stycznia 2011).
W dniach 24-29 września 1939 r. przebywał tu czasowo internowany na Węgrzech polski 10 Pułk Strzelców Konnych (w liczbie 610 oficerów i żołnierzy) pod dowództwem mjr Emila Słatyńskiego.

## Miasta partnerskie
Miastami partnerskimi są:
- Lempäälä, Finlandia
- Stadthagen, Niemcy
- Este, Włochy
- Ružinov, Słowacja
- Sümeg, Węgry
- Zabola, Rumunia